# Москвич
„Москвѝч“ (от руски – московчанин) е марка руски (съветски) леки автомобили и последно название на техния производител Московския автомобилен завод.
Предишните му имена са:
- „Московский автомобильный завод имени Коммунистического интернационала молодёжи“ (КИМ, 1930 – 1945),
- „Московский завод малолитражных автомобилей“ (МЗМА, 1945 – 1968),
- „Автомобильный завод имени Ленинского комсомола“ (АЗЛК, 1968 – 1992);
- Открытое акционерное общество „Москвич“ (ОАО „Москвич“ 1992 – 2001).

От 1966 до 1990 г. няколко модела на „Москвич“ се сглобяват и в България.
През 2022 г. се обявява „възраждането“ на марката и пускането на нови модели автомобили, след закупуването на завода на Рено от правителството на Москва.

## История

### Начало
- Заводът е започнал работа през 1930 година под името „Государственный автосборочный завод имени Коммунистического интернационала молодёжи“ (КИМ). Първите 3 години там се сглобяват товарни автомобили Форд-А и Форд-АА.

- През 1933 г. заводът става филиал на ГАЗ и започва сглобяване на автомобили ГАЗ-А и ГАЗ-АА.

- През 1939 г. заводът става самостоятелна част в Глававтопром, и получава название „Московский автомобильный завод имени КИМ“. По онова време специално за мощностите на завода се разработва малолитражният автомобил КИМ-10.

- Производството на този модел започва през 1940 година. Паралелно са разработени и модификации КИМ-10-51 тип файтон и КИМ-10-52 – седан.

- От началото на Втората световна война заводът бива преориентиран за военно производство.

### Първите следвоенни години
След Втората световна война Червената армия пренася цялата производствена линия на Опел от Бранденбург в Москва.
- През 1947 г. започва производството на модела Москвич 400 (наричан в СССР на шега Опел Фиатович), базиран на Опел Кадет (спори се доколко е било използвано трофейното оборудване).

- През май 1945 година е прието постановление от Съвета на народните комисари на СССР за строителство на автозавод за малолитражни автомобили „Москвич“. Заводът е преименуван в „Завод малолитражных автомобилей“ (ЗМА), впоследствие – на „Московский завод малолитражных автомобилей“ (МЗМА). В този завод се произвеждат 5 поколения автомобили „Москвич“.

- През 1948 година започва производството на полудървени купета тип фургон, а в 1949 г. – и на кабриолет на базата на „Москвич-400“. Общо са построени над 216 000 „Москвичи“ модели 400 и 401[1].

### Производство през периода 1950 – 1960 г.
През 1954 г. започва производството на модернизирания „Москвич-401“, през 1956 г. започва производството на нов модел „Москвич-402“, а през юли 1958 г. е проведена нова модернизация, в хода на която се усвоява нов двигател с горно разположени клапани (сглобен на основата на стария блок, но с нова алуминиева глава на цилиндрите). Новата версия получава индекс „Москвич-407“. С тези автомобили през 1958 г. заводският отбор успешно дебютира на международни спортни състезания. Освен базовата версия (седан), серийно се произвеждат и модификации с купе „Универсал“ (първия в страната) и „фургон“, а така също пълноприводна версия на „Москвич-410“.
През същия период от развитието на МЗМА активно се водят експериментални конструкторски разработки – така се появява откритият спортен модел „Москвич-404“ с форсиран 4-карбураторен двигател, с купе на база „Москвич-402“, състезателна „формула“, на която заводският отбор неведнъж става шампион на страната. Започва се даже работа по създаване на болид от „Формула 1“ за международни съревнования. В края на 1950-те години, след като е усвоен модел „407“, паралелно се създават и изпитват 2 серии извъншосейни автомобили „Москвич-415“.
През лятото на 1958 година, по задание на Министерството на автомобилната промишленост на СССР се разработва проект за микробус „Москвич А9“ – 8-местен с възли от „Москвич“ „407“ и „410“.

### Производство през 1960 – 1970 г.
В началото на 1960-те години заводът е принуден да замрази работата по много перспективни проекти – поради липса на финанси, оборудване, и производствена площ. В същото време „отгоре“ постоянно постъпват директиви за увеличаване ръста на производство. Поради увеличеното производство на експортни модификации, се налага да се откажат от производството на седана с двойно предаване, купето универсал, утилитарните „джипове“, а също и от микробуса. Поради липса на възможности за производство е решено създаденият от конструкторите на МЗМА в края на 1950-те години микролитражен „Москвич-444“ да бъде пуснат в серийно производство на реконструирания Запорожки завод, който преди е произвеждал селскостопанска техника (виж ЗАЗ-965).
Въпреки трудностите разработката на нови серийни модели продължава с високо темпо. Едва е усвоен през 1962 година считаният за „преходен“ към по-добра конструкция модел „Москвич 403“, когато през 1964 г. заводът стартира серията москвич 408, който се характеризира с напълно нова визия и модерно за времето си купе. Автомобили с базирани на „408-м“ рами са произвеждани до средата на 1990-те години. М-408 също е замислен като „преходен модел“: въпреки новото си купе, той използва същия архаичен мотор с долен разпределителен вал, който макар и в новата модификация да притежава достойните по това време 50 к.с., все пак е с конструкция още от 1930-те години и настоятелно се е нуждаел от замяна. Такава замяна се е подготвяла още от началото на 1960-те години – активно се е работело по съвършено нов 1,5-литров изцяло алуминиев двигател, замислен като база на цяла модификация с работен обем 1,5 – 2 литра. Говори се „под сурдинка“, че за тази цел се използват новаторските идеи в новия мотор на BMW.
В октомври 1967 г. успешно е пуснат (с новия 1,5-литров двигател) модел „Москвич 412“, който има успех на много външни пазари, а също и в международни спортни състезания.
Налага се „Москвич-412“ и „Москвич-408И“ (с купе на „412“) да се произвеждат паралелно: след като е усвоен „412“ – т.нар. „чист 12“, се оказва, че двигателното производство на завода не е в състояние да обезпечи с нови двигатели целия обем на производство.
Решено е производството на двигателите модел „412“ да се премести в „Уфимский завод авиамоторов“ – по онова време никой не предполага какви проблеми ще причини „изнасянето“ на двигателното производство към странично предприятие, което е подчинено на друго министерство.
През 1966 г. излиза правителствено постановление за реконструкция на МЗМА, която започва през 1968 г. Въведени са нови производствени конвейери, работещи по технология по лиценз на френската фирма Renault и построени с участие на нейни специалисти. Паралелно е въведен в експлоатация и заводът в Ижевск, също по технология на Renault. Двата завода са разчетени всеки от тях да произвежда до 200 000 коли на година. През май 1967 г. от конвейера слиза милионният автомобил марка „Москвич“ – „Москвич-408“. Решава се малолитражни автомобили вече да се правят в други фабрики и по тази причина през октомври 1968 г. заводът получава ново име: „Автомобильный завод имени Ленинского комсомола“ (АЗЛК). По онова време в реконструирания завод продължава производството на остарелите модели „408“, както и на застаряващия „Москвич-412“, макар и с „подновени“ купета (през декември 1969 г. двата модела получават правоъгълни фарове вместо кръглите и хоризонтални, а не вертикални, стопове).

### Производство през периода 1970– 1980 г.
През септември 1971 г. е образувано „производствено обединение“ „Авто-Москвич“.
Работата над модел-премник на „408“ и „412“ започва още през 1967 г. с обозначение „3 – 5“ – това е означавало годините, за които е запланирано новото производство: 1973 – 1975. По онова време вече е подписан контракт с „Фиат“ за построяване в град Толиати на завод за масово производство на лицензионен вариант на Fiat 124 – модел от същия клас като „Москвич-412“, но превъзхождащ го по комфорт.
Да се произвеждат 2 модела от еднакъв клас в отрасловото министерство счели за излишно, в резултат на което новото семейство „Москвичи“ трябвало да бъде по-мощно и комфортно в сравнение с „М-412“ или бъдещите ВАЗ-ове и да заема групата малко над средния клас, тоест в типа на съветските леки автомобили по размер и литраж примерно по средата между моделите на „ВАЗ“ и „Волга“. Планирало се е да бъдат произведени варианти на двигатели модел „412“ с увеличен работен обем 1,6 – 1,8 л. По ред причини производството на тези модели през това десетилетие така и не започва.
Основният проект на съветското автомобилостроене по онова време е ВАЗ. Поради факта, че за строителството на този „завод-гигант“ са вложени много ресурси, за останалите липсват инвестиции. Освен това в град Толиати, (където е заводът на ВАЗ) на работниците са предлагани привлекателни условия и квартири, поради което са привлечени много от младите и най-ценни специалисти от целия Съюз, в това число и от АЗЛК.
Доставчиците също подвеждат АЗЛК: намиращият се под „шапката“ на неавтомобилно министерство Уфимски завод отказва да променя каквото и да е в конструкцията на двигателя „412“ поради реални или мними технологични проблеми – в частност в Уфа отказват да произведат 1,8-литров двигател, жизнено необходим за перспективните модели „Москвич“, с формулировката „ограничени възможности на оборудването, което обработва коляновите валове“. Такива версии на двигателя са създадени много по-късно, когато двигателят УЗАМ е вече безнадеждно остарял.
През септември 1973 г. в град Кинешма, Ивановска област се открива филиал на АЗЛК.
През 1974 г. от главния конвейер на АЗЛК излиза двумилионният автомобил – модел „Москвич-412“. Старите автомобили вече не издържат конкуренцията на вносните модели – впрочем, даже и по съветски мерки тези модели, разработени през 1950-те и 1960-те години, по много показатели отстъпват в сравнение с продукцията на ВАЗ и затова губят популярност.
Именно в тези трудни за фирмата години за смяна на остарелите още преди началото на своето производство модели от семейството „3 – 5“ конструкторите и дизайнерите предлагат перспективните „Москвичи“ серии „С“ – автомобили с добри и динамични характеристики, които, макар и с „постен“ дизайн, са напълно съответстващи технически за онова време, в това число независимо задно окачване и предно тип „Макферсон“.
На 3 август 1976 г. в завода най-после е създадена отделна дизайнерска служба. До този момент дизайнерите са „част“ от състава на конструкторското бюро.. В тези години АЗЛК решават да „реанимират“ проекта за джип Москвич-416 разработка от 1950-те години, създавайки на негова база потенциален конкурент на ВАЗ-овската „Нива“ – Москвич-2150 (по-далеч от прототипи впрочем не се стига). Наистина, произвежда се така наречената „селска“ модификация „Москвич-21406“ на база на „Москвич-2140“, имаща дефорсиран (за работа на нискооктанов бензин) мотор и усилени купе и окачване, но тя не е пълноценен заместител на джипа Москвич-416.
През 1975 г., когато вече е било ясно, че производство на образците от серията „3 – 5“ няма да има, в завода започва работа по обновление на текущите модели. Така се появяват моделите „Москвич-2138“ (бивш „408“) и „Москвич-2140“ (бивш „412“).
Политиката на постепенно внедряване на нови възли и агрегати чрез „преходни“ модели, без радикално преустройство на производството, е съответствала на скромните възможности на АЗЛК в сравнение например с Горкиевския автозавод, който в онези години може да си позволи да създава автомобили „от нула“, практически без заимстване на технически решения от предишните поколения „Волга“. Модернизираните автомобили действително стават по-добри и не отстъпват по потребителски качества на продукцията на ВАЗ, но цената за това е спирането на действително новите и перспективни модели. Ефектът от немалките инвестиции в модернизация (само разработката на салона за експортната версия 2140SL, поръчана в ателието на известния американски промишлен дизайнер Раймонд Лоуи, е струвала 80 хиляди щ. дол., което съответства на 300 000 съвременни USD), се оказва незначителен: „Москвич-2140“ по начало е недостатъчно конкурентоспособен на външните пазари.
Освен това стремежът за увеличение обема на производството води до влошаване в качеството на елементите, боята и сглобката, което става видно за потребителите, свързващи го с усвоените нови модели. В резултат на това известният на световния пазар бренд „Moskvich“ буквално в течение на няколко месеца през 1976 – 1977 г. губи своите конкурентни позиции: масовият експорт на „Москвич-2140“ вече е възможен практически само в пределите на СИВ и в страните от „третия свят“.

### Производство през 1980 – 1990 г.
През 1980-те години заводът получава кредит от Външнотърговската банка за закупуване на оборудване за производство на модели с предно предаване, тъй като в отрасловото министерство е прието решение новите модели „Москвич“ да бъдат с предно предаване. Планира се строителство на съвършено нов конвейер с използване на „гъвкави технологии“ (позволяващи да се правят на 1 линия различни, макар и близки по характеристики, детайли), с висока степен на автоматизация и широко използване на промишлени роботи. Считало се, че такова производство ще позволи смяна на моделите през 3 – 5 г. – на равнище, близко до темпа на обновление на фирмите, лидери в световното автомобилостроене. На проектите от 1970-те години „С-3“ поставя кръст лично министърът на автомобилната промишленост Поляков (бивш директор на ВАЗ).
Преходът към схема с предно предаване означавал не само забвение за огромния труд по разработката на сериите със задно предаване „3 – 5“ и „С“, но и още по-голямо забавяне на обновленията в моделния порядък на АЗЛК – цикъл на разработка „от нула“ на модел, построен по съвършено непозната на завода схема, която изисква огромен обем изследователско-конструкторска работа.
Тази работа отнема почти 10 г. и за ускоряване на разработката е прието решение да се ползва за първообраз вносен автомобил – френско-американският модел на Simca 1308. Според генералния конструктор Ткаченко този автомобил е избран за „муле“ (носител на агрегатите на новия модел поради отсъствието на автомобили от този клас в СССР). Така резултатът на тази работа е „Москвич-2141“, пуснат серийно в 1986 г. и пръв в историята на завода увенчан със „собствено“ име – „Алеко“ (съкращение от „Автомобильный завод имени ЛЕнинского КОмсомола“).
Започва строителството на собствен моторостроителен завод и разработката на нови унифицирани двигатели за семейството „2141“, в това число и дизелов двигател, които не са завършени в срок. Като резултат първият „Москвич-2141“ с предно предаване „временно“ стартира на стари двигатели модел УЗАМ-331.10 и ВАЗ-2106 и така и не дочаква собствен съвременен двигател.
Като се добави и фактът, че през това време от конвейерите на завода слизат остарелите модели „2140“ и „2138“ (производството на „Москвичи“ модел „2140“ продължава до 1988 г.), и стремежът за високи обеми на производство продължава – на 25 август 1980 г. от конвейера слиза тримилионният автомобил „Москвич“, принадлежащ към стария модел „Москвич-2140“, а на 17 септември 1986 г.се появява и четиримилионият „Москвич“, при положение че от средата на 1980-те години 90 % от продукцията на завода остава на площадката за готова продукция – става ясно, че още в съветско време фирмата „Москвич“ се оказва в тежко положение.
Новият модел с предно предаване за известно време повишава престижа на продукцията на АЗЛК на външния и вътрешния пазар. Като всяко ново производство и това е преследвано от проблеми с качеството и корозионната устойчивост, които бързо свалят рейтинга на марката спрямо моделите с предно предаване на „Авто ВАЗ“, макар че по първоначален замисъл „Москвич-2141“ е автомобил от по-висок клас и като такъв е бил значително по-скъп в сравнение с автомобилите от семейството на „Лада Самара“. За масов експорт не може да става и дума.

### Производство през 1990 – 2000 г.
В началото на 1990-те години фирма „АЗЛК“ е сред крупните автомобилостроителни предприятия в СССР. Провеждат се конструкторско-експериментални работи по създаване на автомобили и строителството на новия завод за мотори. В краткосрочна перспектива се готви за производство седанът М-2142.
След разпада на СССР и възникналите стопанско-икономически проблеми заводът изпада в криза. Поради своето разположение се оказва в много уязвимо положение в сравнение с предприятията, разположени в други региони: цената на живот и производство в столицата Москва стремително расте.
В 1996 г. конвейерът за първи път спира и заводът е застрашен от банкрут. През 1997 г. е бил даден на Московската община за доверително управление. Предишното ръководство начело с директора Юри Бородин е уволнено. Московската община прави опит да съживи производството на завода, като назначава за генерален директор на ОАО „Москвич“ Рубен Асатрян, но именно неговите (и на екипа му) действия според повечето мнения са сред главните причини за краха на предприятието.
Модернизираният автомобил „Святогор“, произвеждан в периода 1997 – 2001 г., макар че е подобрен по най-проблемните възли и агрегати (заменени с импортни), към началото на 2000 г. е морално остарял; освен това използваните импортни детайли (които в себестойността на автомобила съставляват над 50 %) след дефолта от 1998 г. правят производство му икономически неизгодно. Загубата на всяка рубла от произведен „Москвич“ (по данни на списание „За рулём“) в края на 1990-те години са до 136 копейки. По изявления на общинските власти разликата от 36 коп. на автомобил се компенсира „от градския бюджет“ (около 60 % от завод принадлежат на общината), тоест производството на „Москвичи“ по онова време се дотира.
Качеството на монтажа пада до такава степен, че новите автомобили се продават в разкомплектован вид, а купувачите им ги досглобяват със собствени сили или с помощта на наплодилите се малки „гаражни“ фирми – впрочем моделът „Святогор“ с двигател „Рено F3R“ все пак остава уникален по съотношение цена към потребителски качества от предлаганите на пазара. Територията на завода е запълнена с недосглобени автомобили, стоящи под открито небе в очакване на запчасти, а времето за изпълнение на съдебните искове от кредитори, работници и купувачи по претенции към ОАО „Москвич“ се проточва в следващите 8 – 10 години.

### Производство и дейност от 2000 г.
Работата по създаване на перспективните автомобили Москвич-2143, Москвич-2144 и Москвич-2139 фактически спира, за да отстъпи място за новата концепция на ръководството на завода, предполагаща преход към малкосерийно производство на скъпи автомобили от бизнес-класа (сегмент Е) на платформата на Москвич-2141/Москвич-2142 – „Юрий Долгорукий“, „Князь Владимир“, „Калита“ и „Дуэт“.
Тази програма претърпява пълен крах, тъй като предприятието, разчетено за пускане на хиляди масови автомобили, не може да покрива своите разходи само за сметка на епизодични продажби на малкосерийни „луксове“, при това създадени на остарялата платформа на непрестижен масов автомобил.
През 2001 г. заводът произвежда последните комплекти автомобили и окончателно спира. В следващите години цялото технологично оборудване, технологична документация и даже инфраструктурното оборудване на предприятието са разграбени въпреки въведеното външно управление.
Едва през 2006 г. ОАО „Москвич“ официално е обявено в банкрут. През декември същата година са продадени на търг териториите и имуществото на завода. Новият собственик е „финансова група Метрополь“, която планира върху така наречената „стара територия“ (бившия завод МЗМА) да построи офисни и жилищни здания, а част от „новата територия“ (бившия завод АЗЛК) е препродадена на ОАО „Автофрамос“. Така през 2007 г. ОАО „Москвич“ престава да съществува.
Значителна част от територията на ОАО „Москвич“ (бившия недостроен завод за двигатели) още през 1998 г. влиза в състава на СП ЗАО „Автофрамос“, което впоследствие се занимава с пълномащабно производство на купета (заварка, боядисване и щамповане от вносен метал) и сглобяването им на автомобили Renault – Logan, Renault Sandero и др.
През 2009 г. е окончателният преход към „Автофрамос“ на териториите от бившето ОАО „Москвич“ с цел разширяване на производството на автомобили Renault до 160 000 броя годишно.
През септември 2010 г. е завършена процедурата по банкрута. По заявление на синдика Александър Иванов, управляващ завода, заводът напълно е погасил дълговете по заплатите, а така също е изплатил и компенсациите за вреди на здравето и морални щети. Кредиторите са получили 18% от вложените в производството средства.

### Възраждане (2022 –)
На 16 май 2022 г. кметът на Москва Сергей Собянин обявява плановете си за възраждане на Московския автомобилен завод „Москвич“, като ще се използва базата на завода „Рено Русия“, който е собственост на правителството на Москва.
Москвич представя новата си гама от модели на 6 юли 2022 г.: седан и 3 SUV, като Модел I има както горивна, така и електрическа версия. Автомобилите имат имена, съставени от римски цифри, от I и II до IV. Всички модели са ремаркирани автомобили (идентично превозно средство продавано под различни имена от два автомобилни производителя) от китайския производител JAC Motors. 
На 20 октомври кметът на Москва Сергей Собянин казва, че производството на автомобили Москвич ще бъде възобновено през декември в бившия завод на Renault в Москва,  сега преименуван на Московски автомобилен завод Москвич,  който е неактивен след като Renault решава да напусне руския пазар. 
На 26 декември 2022 г. Москвич 3 и Москвич 3e са пуснати в продажба в Русия.

#### Модели
- Москвич 3[15]
- Москвич 3e[15]

## Модели

### Довоенно производство
| Модел     | Години на производство |
| Форд-А    | 1930 – 1933            |
| Форд-АА   | 1930 – 1932            |
| ГАЗ-АА    | 1933 – 1939            |
| ГАЗ-А     | 1934 – 1935            |
| КИМ-10-50 | 1940 – 1941            |
| КИМ-10-51 | 1941                   |

### Москвич I поколение
| Модел        | Години на производство |
| Москвич-400  | 1947 – 1953            |
| Москвич-420А | 1949 – 1953            |
| Москвич-422  | 1949 – 1956            |
| Москвич-401  | 1954 – 1956            |

### Москвич II поколение
| Модел        | Години на производство |
| Москвич-402  | 1956 – 1958            |
| Москвич-410  | 1957 – 1958            |
| Москвич-423  | 1957 – 1958            |
| Москвич-407  | 1958 – 1963            |
| Москвич-410Н | 1958 – 1960            |
| Москвич-423Н | 1958 – 1963            |
| Москвич-430  | 1958 – 1963            |
| Москвич-411  | 1959 – 1960            |
| Москвич-403  | 1963 – 1965            |
| Москвич-424  | 1963 – 1965            |
| Москвич-432  | 1963 – 1965            |

### Москвич III поколение
| Модел            | Години на производство |
| Москвич-408      | 1964 – 1975            |
| Москвич-426      | 1966 – 1975            |
| Москвич-433      | 1966 – 1975            |
| Москвич-412      | 1967 – 1976            |
| Москвич-427      | 1968 – 1975            |
| Москвич-434      | 1968 – 1975            |
| Москвич-2140     | 1976 – 1988            |
| Москвич-2138     | 1976 – 1982            |
| Москвич-2137     | 1976 – 1985            |
| Москвич-2136     | 1976                   |
| Москвич-2733     | 1976 – 1981            |
| Москвич-2734     | 1976 – 1981            |
| Москвич-21406    | 1979 – 1987            |
| Москвич-21403    | 1980 – 1987            |
| Москвич-2140-117 | 1981 – 1987            |
| Москвич-2140Д    |                        |

### Москвич IV поколение
| Модел                | Години на производство |
| Москвич-2141         | 1986 – 1998            |
| Москвич-2335 „Пикап“ | 1992 – 2001            |
| Москвич 2901         | 1994 – 2001            |

### Москвич V поколение
| Модел                     | Години на производство |
| Москвич „Святогор“        | 1997 – 2001            |
| Москвич „Юрий Долгорукий“ | 1997 – 2000            |
| Москвич-2142              | 1990 – 2001            |
| Москвич „Князь Владимир“  | 1998 – 2001            |
| Москвич „Иван Калита“     | 1998 – 2001            |
| Москвич-Дуэт              | 1999 – 2001            |

## Москвич в България
През есента на 1965 г. между България и СССР е подписана спогодба за икономическо сътрудничество за периода 1966 – 1970 г., според която до края на 1968 г. завод „Балкан“ в Ловеч трябва да бъде напълно окомплектован и готов за монтаж на 15 000 леки автомобила Москвич 408 годишно.
През януари 1966 г. в МЗМА (по-късно преименуван на АЗЛК) е командирована група от 20 специалисти с отговорник началника на КБ при БТРЛА инж. Васил Вълев. До юли 1966 г. в МЗМА са изпратени на специализация общо 90 души (на 3 групи за по 2 месеца). Не след дълго Ловеч е посетен от главния инженер, отговарящ за проектирането на новия автомобилен завод – инж. Алексей Татаринов, и работата по разширението започва. Идейният проект е трябвало да бъде завършен до февруари 1967 г., след което да започне изготвянето на работния проект. Първите сандъци с готови комплекти, състоящи се от по 900 части, са разтоварени на заводската гара на 17 октомври. Същинското производство започва на 25 октомври, а на 4 ноември 1966 г. в 15:00 часа от монтажната линия на завода слиза първият лек автомобил „Москвич 408“. Предвидено е до края на същата година група от 7 монтажници да сглоби общо 32 автомобила, които да бъдат пуснати на пазара. През 1967 г. в Ловеч са сглобени 564 москвича, но през 1968 г. са заложени 2500, като годишният ръст на производство прогресивно нараства и до 1972 г. достига 8000 броя. Трябва да се отбележи, че това количество е определено от доставчика и всъщност е под възможностите на завода. По онова време вече активно се разисква въпросът за евентуално производство на разни детайли на „Москвич“ в Ловеч, но до осъществяването на тази идея така и не се стига.
След 1974 г. количеството внасяни от СССР комплекти за „Москвич“ е фиксирано на 15 000 броя годишно, което в общи линии остава в сила до края на 1980-те години (през рекордната 1984 г. са сглобени 16 000 автомобила).
След 1976 г. е усвоен монтажът на новата рестилизирана серия Москвич 2138/2140 с двигатели от 1360/1500 cm3, която наследява 408 и 412 (моделите с двигател от 1360 cm3 са спрени от производство през 1979 г.)
В периода 1988 – 1990 г. в Ловеч пристигат последните 3 серии от по 10 – 12 хиляди комплекта „Москвич“ 2141, след което договорът с АЗЛК е окончателно преустановен. Общо през периода 1966 – 1990 в България са сглобени 304 297 броя Москвич 408, Москвич 408И, Москвич 412 и Москвич 2141 „Алеко“.

## Автофрамос
През 1998 г. ОАО „Автофрамос“ купува недостроения цех за двигатели на АЗЛК, който от 2005 г. се използва за производството на автомобили „Renault“ (). Първоначално е организирано само сглобяване (SKD), а на по-късен етап – и производство (CKD) на автомобили „Renault“. През 2011 г. „Автофрамос“ разширява своето производство от 75 000 до 160 000 автомобила. През ноември 2012 г. Renault напълно изкупува акциите на компанията. Общата сума на инвестициите на французите в „Автофрамос“ към края на 2012 г. е 480 млн. евро.